# Augustin Ndindiliyimana
Augustin Ndindiliyimana (* 15. April 1943) ist ein früherer ruandischer General. Zunächst als Kriegsverbrecher verurteilt, wurde er in Berufung 2014 freigesprochen.
Im Februar 1982 wurde Ndindiliyimana zum Sport- und Jugendminister ernannt und setzte während seiner Amtszeit seine militärische Karriere fort. 1990 wechselte er in das Amt des Ministers für Verkehr und Kommunikation und 1991 wurde Ndindiliyimana zum Minister für Verteidigungs- und Sicherheitsfragen im Büro des Präsidenten ernannt. Von Dezember 1991 bis April 1992 diente er als Verteidigungsminister Ruandas. 1992 wurde er zudem zum Präsidenten des olympischen Komitees Ruandas gewählt und übte diese Position bis März 1994 aus.
Während des von April bis Juli 1994 andauernden Völkermords in Ruanda war Ndindiliyimana Generalstabschef der Gendarmerie Ruandas. Im Jahr 2000 wurde er in Belgien verhaftet.
Am 17. Mai 2011 verurteilte ihn das UNO-Kriegsverbrechertribunal für Ruanda wegen Völkermordes zu 11 Jahren Haft. Da er schon 11 Jahre in Untersuchungshaft verbracht hatte, konnte er das Gericht als freier Mann verlassen. Gleichzeitig mit ihm wurde Augustin Bizimungu zu 30 Jahren Gefängnis verurteilt. Die unterschiedlichen Haftzeiten wurden damit begründet, dass Ndindiliyimana, im Gegensatz zu Bizimungu, nur eingeschränkte Kontrolle über seine Untergebenen hatte. Nach dem Urteil lebte Ndindiliyimana in einem Schutzhaus in Arusha. Am 11. Februar 2014 wurde er in Berufung durch den Internationalen Residualmechanismus für die Ad-hoc-Strafgerichtshöfe freigesprochen.